# Idool 2004
Idool 2004 was het tweede seizoen van het tv-programma Idool, waarbij gezocht werd naar jonge zangtalenten in Vlaanderen. Idool is ook wel de Belgische versie van het oorspronkelijke Britse succesprogramma Pop Idol. 
De zangwedstrijd werd gewonnen door Joeri Fransen. Het programma werd gepresenteerd door de broers Kris en Koen Wauters, beide bekend van de Belgische band Clouseau. Idool 2004 werd uitgezonden door de zender VTM.
Andere namen die bekendheid verwierven met het programma en ook nu nog steeds met muziek bezig zijn, zijn Sandrine Van Handenhoven (als derde geëindigd) en Laura Ramaekers (als vierde).
In Idool 2004 stonden per aflevering steeds verschillende thema's centraal. Dit jaar waren dat:
- Mijn idool
- Jaren 80
- Nederlandstalig
- Filmmuziek
- Disco
- Big Band
- Rock
- Unplugged

## Finalisten met datum van uitschakeling
- Joeri Fransen - winnaar
- Wouter De Clerck - 12 december 2004
- Sandrine Van Handenhoven - 5 december 2004
- Laura Ramaekers - 28 november 2004
- Born Meirlaen - 21 november 2004
- Maarten Cox - 14 november 2004
- Janina Van Caneghem - 7 november 2004
- Laura D'Heedene - 31 oktober 2004
- Sarah Cain - 24 oktober 2004
- Annelies Cappaert - 17 oktober 2004

## Presentatoren
- Koen Wauters
- Kris Wauters

## Jury
- Jan Leyers
- Jean Blaute
- Bart Brusseleers
- Nina De Man